# غوستاف أ. هيدلاند
غوستاف أ. هيدلاند (بالإنجليزية: Gustav A. Hedlund)‏ هو رياضياتي أمريكي، ولد في 7 مايو 1904 في سومرفيل في الولايات المتحدة، وتوفي في 15 مارس 1993.